# Perlesta leathermani
Perlesta leathermani är en bäcksländeart som beskrevs av Boris C. Kondratieff och Robert E.Zuellig 2006. Perlesta leathermani ingår i släktet Perlesta och familjen jättebäcksländor. Inga underarter finns listade i Catalogue of Life.